# Salon des Pianos
De Salon des Pianos is een museum in Bazel, Zwitserland. Het heeft een collectie kamerpiano's uit de 18e en 19e eeuw. Daarnaast worden er concerten opgevoerd.

## Achtergrond en collectie
Het is een klein museum dat alleen op aanvraag geopend is. Er staan allerlei piano's die werden gebouwd van 1775 tot 1900. Ook is er nog een kopie aanwezig van een Venetiaanse piano uit 1696. De piano's zijn nog steeds bespeelbaar.
De salon wordt beheerd door de pianobouwer en -hersteller Georg Friedrich Senn die ook verantwoordelijk is voor de documentatie. De collectie bestaat uitsluitend uit kamerpiano's, variërend van tafelpiano's en huiskamerpiano's tot vleugels. De piano's komen uit Zwitserland en erbuiten, zoals uit Duitsland en Engeland.
Naast de museumfunctie worden de piano's gebruikt als voorbeeld om reparaties aan historische piano's te kunnen doen. Verder worden er geregeld concerten gegeven in de hal van het museum waarbij gespeeld wordt op piano's uit de collectie. De hal werd gebouwd van 1840 tot 1842 door de architect Melchior Berri. Ook worden opnames gemaakt van de piano's uit de collectie.